# 奥古斯托·塔索·弗拉戈索
奥古斯托·塔索·弗拉戈索（葡萄牙語：Augusto Tasso Fragoso，1869年8月28日—1945年9月20日），1930年與伊薩伊亞斯·德·諾羅尼亞及梅納·巴雷托組成巴西军政府主席團，並於10月24日至11月3日期間任军政府主席，後擁立熱圖利奧·瓦加斯成為總統。 
1914年，他被時任總統文塞斯勞·布拉斯任命為軍方首腦，並一直擔任該職位直到1917年。在任職期間，他在推行義務兵役制和在巴西於1917年參加第一次世界大戰後重組軍隊方面發揮了重要作用。 
他身為陸軍中將，實際上他並太想參與革命，但是身為巴西最年長的軍官（他當年已經60歲）以及受到梅納•巴雷托和其革命黨人士的請求下他也拒絕不了參與革命。後來1930年革命後，巴西第一共和國倒台，華盛頓•路易斯被罷免，為了防止聖保羅州共和黨員以及其支持者抗議導致分裂爆發內戰，他於10月24日領導“三人軍政府”，10天後他推舉瓦加斯為總統，瓦加斯時代開始。
1945年9月20日，他因動脈硬化逝世於里約熱內盧，享壽76歲 
| 前任： 华盛顿·路易斯·佩雷拉·德索萨 | 巴西政府首脑 | 繼任： 瓦加斯 |